# ベータ・ガンマ・シグマ
ベータ・ガンマ・シグマ（英：Beta Gamma Sigma, ΒΓΣ）は、1913年に米国で設立された、MBA等のビジネス系大学院、大学で優秀な成績を修めた者のみが入会を許される団体である。現在は米国、アジア、ヨーロッパなど世界160か国の約60万人が会員である。

## 沿革
- 1907年 - ウィスコンシン大学の学生が優秀な学生を集めた団体を設立する。
- 1913年 - カリフォルニア大学及びイリノイ大学にあった同様の団体と合併し、正式にベータ・ガンマ・シグマとして活動を開始する。
- 1933年 - 初の女性メンバーが入会する。
- 1989年 - 米国国外初のチャプターがカナダのカルガリー大学で設立される。
- 2000年 - アジア初のチャプターが香港の香港中文大学で設立される。メンバー向けオンラインコミュニティであるBGS Onlineを開始する。
- 2017年 - 日本初のチャプターが大分県の立命館アジア太平洋大学 (APU) で設立される。
- 2022年 - 名古屋商科大学（学部・大学院）で設立される。

## 目的
ビジネス専攻の学生の学習意識を高め、世界で活躍できる倫理を備えた人材を育成し、トップクラスの人材のネットワークの発展を促進する。

## 入会資格
入会は招待制であり、国際的な経営教育評価機関AACSBの承認を受けたビジネス系大学院および大学で経営管理のコースを履修し、その成績が、学部生は3年時最終学期以降の学期でクラスの上位10%以内、修士課程生は上位20%以内あるいは博士課程を完了すること、が求められる。